# 入曽精密
株式会社入曽精密（いりそせいみつ）は、埼玉県入間市に本社を置く、金属、非鉄金属、樹脂の素材に対応した高精度及び精密加工技術に依る研究開発型製造業である。
主だった業務内容は、時計部品、レースマシンのエンジン部品、人工衛星の部品など、精密部品の作製を手がけることから始まり、2012年頃からは、超高精度加工の発展を目指す中、今まで世の中になかった機能性能を備えた製造装置、検査機等を研究開発、製造販売も開始。製造業全体の発展を視野に入れた事業を展開している。

## 研究開発
MC造形システム
1998年に完成。1994年頃から情報通信速度の技術が爆発的に進化したことで、3次元形状の部品を切削加工技術で自在に生産する構想を斎藤清和(K.saito)が描いたことから始まった。当時、数値制御による加工では切削加工機であるNC旋盤、NCフライス、マシニングセンター（MC）が早くから普及していたが、その情報処理能力は極めて低かった。単純な2次元形状のプログラム（情報量が少量）の加工では、問題なく対応できていたが、3次元形状のプログラム（情報量が大量）では、情報処理能力が足りない問題から過大な時間を要していた。その問題を解決すべく、リサーチを開始。その結果、1996年、大容量＆高速情報処理能力を可能にするデータサーバを搭載した工作機械が開発中なことを知ることとなる。1997年マシニングセンターを導入。1998年に3DCAD/CAMシステムをアドオンしたPCと複数のデータサーバを搭載した高速MCとIPアドレスを用いて連携したネットワーク化に成功。それにより大容量NCデータを自在且つ、高速に製造可能とする製造方法が可能となる。これにより1998年以降、3D形状の加工物の加工時間を従来の1/100以下にすることを可能にした。新しい製造システムを活用することで様々な3D形状を持った造形物（3ｄ形状部品・造形作品）を作成、次々と発表。また、製造システムの高速化・高密度化・自働化の時代が進むことを予測し、工作機械の新しい役割、様々な緒言を業界に提唱。この製造方法を2000年MC造形システムと命名。2005年日経モノづくり大賞等、数々の賞を受賞。
アルミの薔薇
2002年10月　K.saitoにより、MC造形システムを活用してMCで製造能力が革新的に高度化したことを証明するために作られた初期の作品。デザインからCADモデル、NCデータ作成、加工機械の改造まで、すべてを斎藤が独自研究のもとで行われた。2001年11月より2002年10月までの約1年かけて完成。　アルミニウム合金の塊（φ100×150　A5056）から一刀彫彫りの様に削り出した一輪挿しの薔薇の造詣に成功。自社で3軸MCを改造した5軸MC機能のマシニングセンターで作成された。
高速情報処理能力を持たないMC加工機で加工した場合、通常数十日、数百日かかるところを、3日（約72時間）に短縮できることを発表。新聞記事の一面に掲載されるほど大きなインパクトを製造業界に与える。
世界最小0.3mmのサイコロ
2004年9月完成　3D形状の加工物の微細化の限界を打ち破った研究開発作品。当時、世界の製造技術で空白の技術領域(不可能な加工技術)とされていたのが、1辺が1ｍｍ以下の立方体。切削加工技術では作れないとされていた。そこで、K.saitoは微小な部品の製造方法の確立は、製造業界の発展のために必須と考え、切削加工技術を活用し通常の製造現場でも製造できることを証明した。
製造技術として刃具と工作機械の性能の進化があった。微細、且つ凹凸形状を切削加工する為には、切削工具も微細なものを必要。リサーチした結果、当時まだ市販されていなかったが、日進工具(株)のなかで研究開発されていたφ0.06mmボールエンドミルがあることを知り、その微細工具を使用することに決定。また、使用した工作機械は汎用機械としてNV4000DCG（DMG森精機製）を使用。加工能力としての位置決め性能は1μ以下を実現していた。MC造形システムを活用して通常の製造現場でも不可能とされていた微小な部品サイズの製造が可能なことが証明された。CADデータの値（求める形状を数値化したデータ）と加工された形状の値の誤差の基になる外乱要因を分析したうえで加工方法を構築した。
アルミの伐折羅大将
2008年10月完成　2001年当時、東京芸術大学を中心に国内の重要文化財をデジタルデータとして保存するプロジェクトチームがあり、実際に3Dスキャンを使用して計測した新薬師寺の伐折羅大将（国宝）のデータ（ポリゴン）があった。そのチームからの依頼により、ポリゴンデータから金属で精密な造形を作成する依頼を受ける。ここで問題となった技術として、ポリゴンからサーフェイスに変換する技術に問題があった。そこで2006年から2007年にかけてK.Saitoが独自に開発したポリゴンデータから最適なサーフェイスデータへ変換するアルゴリズムを開発したことで、通常の3DCAD/CAMシステムと5軸MC加工によるMC造形システムを活用して製造が可能となった。この研究成果は、自然物形状を3Dスキャンしたポリゴンデータや多くのCGデザイナーが作成したポリゴンデータから、その形状を工作機械で様々な素材から精密に造形できることを証明した。
ミニマム・グリッド・コントロール・マニュファクチャリング（MGCM（Minimum grid control manufacturing））
MGCMは、時代とともに求める立体形状物（ワーク）への加工精度の高度化する中、加工における加工誤差の原因（外乱要因）を顕在化し、誤差を最小化する方法をシステム化（メソッド）とすることで、再現性の高い製造方式（製造プロセス）の進化を要約、表現する言葉。2008年K.Saito提唱
マイクロ・パーツ・ハンドリングシステム（MPHS）
2012年完成　肉眼で形状が認識が不可能な微小部品の組み立てを、製造現場の環境下でも、可能にする装置を開発。2004年、K.Saitoは、製造業の活性化、発展のために、通常の製造現場で微小な部品を自在に作り、接合(組立等)を可能にする製造技術の確立が必要と考えていた。また、それは製造現場の通常環境下で簡単に使えることが必要と考えた。
新しい領域の製造技術の開拓では、先ず、切削加工技術としては、2004年に肉眼で形状を認識することが不可能な大きさの加工に成功していた。しかし、幅広い製造技術となり得るためには、接合技術の微細化も必要と考えた。切削加工技術だけでは、製造技術として限定的となってしまうからだ。これでは製造業の活性化になり得ぬと判断し、接合技術(組立技術)も必要と考え、マイクロ・パーツ・ハンドリングシステム(MPHS)を開発し製造販売することとなった。
8軸制御マシニングセンター「ORIGAMI」
2018年完成　2011年に特許を取得。8軸制御のMC加工を省スペースで実現可能とした。8軸制御を持ったことで、複雑な形状、または微小な形状のワークの作成を高精度に完全自動化を実現。ワークを加工する中で掴み換える作業をがある。その作業は、高精度、且つ自在に自動化を可能にする固定方法を発明した。掴み換えを自動化する際、誤差が発生していたが、その誤差を極小化するワークの固定方式を開発したことで、0.3mmという極小サイズの部品の量産を安定して高精度に完全自動化することに成功。
超高精度位置検出器「HAGOROMO-nano」(分解能3.8pm：理論値)
2019年完成　工作機械に依る加工物の加工精度を高度化する目的で研究開発された。これまで不可能とされていた接触式での超高精度測定が工作機械内の環境下でも測定可能となった。微小な接触圧でも0.01μmの分解能で測定可能。構造は、測定端子部とレーザー発振器と反射板、そして光検出ユニット(分解能3.8pm：理論値)を備えたものである。測定に要する時間も数分で可能になっている。　2018年特許取得　

## 受賞歴
- 2002年年4月23日、入曽精密は「MC造形」の研究と成果により、埼玉産業人クラブ「西海記念 技術賞」を受賞
- 2005年度 日経ものづくり大賞を受賞[1]。「MC造形システム」
- 2013年度　ドイツハノーバ　5軸加工プロセスコンテスト　世界第3位

## 一般消費者向けの製品
世界最速のサイコロ
2004年　数値制御切削加工技術（1μm）を用いて作製したサイコロ。素材と形状が違う4種類のサイコロがある。また、目の彫りを透かし彫りとし、慣性モーメントや空気抵抗の影響を最小限にした「世界最速のサイコロ【完全版】」もある。
世界最小のサイコロ
- 2004年　立方体の一辺が0.3mmの真鍮製サイコロの製造に成功
- 2016年　立法体の一辺が0.1mmの真鍮製サイコロの製造に成功

チタン削り出しものさし
チタンを削り出して作製した物差し。
0.1mm目盛りのチタン削り出しものさし
0.1mm単位の目盛りが削り出して製作されているものさし。
世界最速のお箸
レースマシンをモチーフとしたデザインの箸。アルミ製とチタン製がある。